# Vittorino Villani
Vittorino Villani (Apice, 21 marzo 1915 – Roma, 9 agosto 2007) è stato un artigiano e politico italiano.

## Biografia
È stato eletto alla Camera dei deputati con la lista del Partito Comunista Italiano nel 1953 per la circoscrizione Benevento-Avellino-Salerno e rieletto nel 1963.